# Theodor Altwasser
Theodor Altwasser (* 6. März 1824 in Herrnstadt in Schlesien; † 14. Juni 1879 in Rawitsch) war ein deutscher Schriftsteller und Dichter.

## Leben und Werk
Theodor Altwasser wurde 1824 in Herrnstadt in Schlesien geboren. Nach dem Besuch des Gymnasiums in Meseritz entschloss sich Altwasser, statt dem von den Eltern bevorzugten katholischen Theologiestudium, lieber dem Schwerpunkt des Gerichtskassenwesens zu folgen, wo er im Anschluss 35 Jahre lang später den Beruf des Kreisgericht-Kassen-Rendanten ausüben sollte.
Neben seiner beruflichen Tätigkeit war er langjähriges Mitglied der bekannten literarischen Gruppe der Breslauer Dichterschule um Ludwig Sittenfeld, Max Heinzel und Carl Biberfeld. Als Schriftsteller trat er im Jahr 1862 zunächst mit dem Drama Maria von Brabant, einem Trauerspiel in 5 Akten, an die Öffentlichkeit. Im Jahr 1870 publizierte er beim Verlag Trewendt in Breslau seine lyrischen Werke unter dem schlichten Titel Gedichte. Zwei Jahre später erschien beim Reclam-Verlag in Leipzig sein Drama Graf Leicester ein Trauerspiel in fünf Aufzügen, das im Jahre 1910 vom Verlag nochmals neu aufgelegt wurde. Zahlreiche von Altwassers Gedichten wurden in namhaften Anthologien und Fachzeitschriften veröffentlicht, unter anderem in der von Otto Janke herausgegebenen Literaturzeitschrift Deutsche Roman-Zeitung oder der renommierten Leipziger Literaturzeitschrift Blätter für literarische Unterhaltung.
Im Juni 1879 verstarb Theodor Altwasser im Alter von 55 Jahren an den Folgen eines Herzinfarkts. Er war verheiratet und hinterließ zwei Kinder.

## Schriften (Auswahl)

### Einzelbände
- Maria von Brabant - Trauerspiel in 5 Akten. (Drama). Berlin, 1862
- Gedichte. (Lyrik). Trewendt, Breslau, 1870
- Graf Leicester - Trauerspiel in fünf Aufzügen. (Drama). Reclam, Leipzig, 1872

### Anthologien
- Deutsches Museum: Zeitschrift für Literatur, Kunst und öffentliches Leben - Band 1; Band 17., Robert Eduard Prutz, Wilhelm Wolfsohn, Karl Wilhelm Theodor Frenzel, 1867, S. 630
- Deutsche Dichtergaben: Eine Sammlung bisher ungedruckter Gedichte der namhaftesten deutschen Dichter., Ferdinand Freiligrath, 1868, S. 142
- Deutsche Roman-Zeitung - Band 4; Band 7., Otto Janke, 1870, S. 873
- Blätter für literarische Unterhaltung - Bände 1-2., Leipzig, 1871, S. 260
- Deutsche Dichterhalle - Band 3., 1874, S. 23